# Ragtime (film)
Ragtime (v anglickém originále Ragtime) je americký dramatický film z roku 1981. Režisérem filmu je Miloš Forman. Hlavní role ve filmu ztvárnili James Cagney, Brad Dourif, Moses Gunn, Elizabeth McGovern a Kenneth McMillan.

## Ocenění
Howard E. Rollins Jr. byl za svou roli v tomto filmu nominován na Oscara a dva Zlaté glóby. Elizabeth McGovern byla za svou roli ve filmu nominována na Oscara a Zlatý glóbus. Mary Steenburgen byla za svou roli ve filmu nominována na Zlatý glóbus. Miroslav Ondříček byl za kameru k tomuto filmu nominován na Oscara, Miloš Forman za režii na Zlatý glóbus. Randy Newman byl za hudbu k tomuto filmu nominován na dva Oscary, Zlatý glóbus, cenu BAFTA a cenu Grammy. Film byl dále nominován na tři Oscary (kategorie nejlepší scénář, výpravu a kostýmy) a jeden Zlatý glóbus (nejlepší film-drama).

## Obsazení
| James Cagney          | Rhinelander Waldo    |
| Brad Dourif           | mladší bratr         |
| Moses Gunn            | Booker T. Washington |
| Elizabeth McGovern    | Evelyn Nesbit        |
| Kenneth McMillan      | Willie Conklin       |
| Pat O’Brien           | Delphin              |
| Donald O’Connor       | instruktor tance     |
| James Olson           | otec                 |
| Howard E. Rollins Jr. | Coalhouse Walker Jr. |
| Mandy Patinkin        | Tateh                |
| Mary Steenburgen      | matka                |
| Jeffrey DeMunn        | Harry Houdini        |
| Jeff Daniels          | P.C. O´Donnell       |
| Fran Drescher         | Mameh                |
| Frankie Faison        | člen gangu           |
| Richard Griffiths     | asistent             |
| Samuel L. Jackson     | člen gangu           |
| Michael Jeter         | reportér             |
| Jack Nicholson        | pirát                |
| Pavel Landovský       |                      |
| Jan Tříska            |                      |